# Озорново
Озорново — деревня в Меленковском районе Владимирской области России, входит в состав Денятинского сельского поселения.

## География
Деревня расположена в 8 км на север от центра поселения села Денятино и в 27 км на север от города Меленки.

## История
Деревня впервые упоминается в составе Денятинского прихода в окладных книгах Рязанской епархии за 1676 год, в ней числилось 11 дворов крестьянских и 1 бобыльский.
В конце XIX — начале XX века деревня входила в состав Папулинской волости Меленковского уезда, с 1926 года — в составе Муромского уезда. В 1859 году в деревне числилось 47 дворов, в 1905 году — 75 дворов, в 1926 году — 101 двор.
С 1929 года деревня являлась центром Озорновского сельсовета Меленковского района, с 1954 года — в составе Левинского сельсовета, с 2005 года — в составе Денятинского сельского поселения.

## Население
| 1859 | 1905 | 1926 | 2002 | 2010 | 2021 |
| ---- | ---- | ---- | ---- | ---- | ---- |
| 249  | ↗477 | ↗530 | ↘36  | ↘16  | ↗18  |